# Boeing KC-46 Pegasus
Boeing KC-46 Pegasus là một loại máy bay vận tải chiến lược và tiếp nhiên liệu trên không,do  Boeing  phát triển từ loại máy bay chở khách động cơ phản lực thân rộng  Boeing 767. Tháng 2 năm 2011, nó đã chiến thắng trong chương trình máy bay tiếp liệu KC-X để thay thế Boeing KC-135 Stratotanker. Chiếc máy bay đầu tiên đã được chuyển giao cho  Không quân Mỹ  vào tháng 1 năm 2019. Không quân Hoa Kỳ lên kế hoạch mua 179 chiếc đến năm 2027.

## Phát triển

### Bối cảnh
Vào năm 2001, Không quân Hoa Kỳ bắt đầu một chương trình để thay thế khoảng 100 chiếc KC-135E Stratotankers, và họ chọn KC-767 của Boeing. Chiếc máy bay của Boeing được chỉ định tên KC-767A vào năm 2002 và đã xuất hiện trong một báo cáo của Không quân năm 2004. Không quân lên kế hoạch thuê 100 chiếc KC-767 từ Boeing.
Thượng nghị sĩ Hoa Kỳ John McCain và những người khác đã chỉ trích dự thảo này là lãng phí và có vấn đề. Tháng 11 năm 2003, đáp lại các cuộc biểu tình, Không quân đã quyết định sẽ mua 80 máy bay KC-767 và thuê thêm 20 chiếc nữa. Vào tháng 12 năm 2003, Lầu năm góc tuyên bố dự án sẽ bị đóng băng khi một cuộc điều tra về các cáo buộc tham nhũng dẫn đến việc bỏ tù một trong những giám đốc điều hành, người mà đã làm việc cho Boeing. Hợp đồng KC-767A của Không quân đã bị Bộ Quốc phòng Hoa Kỳ hủy bỏ vào tháng 1 năm 2006.

## Quốc gia sử dụng
Hoa Kỳ
- Không quân Hoa Kỳ

 Israel
- Không quân Israel - Đặt hàng 8 chiếc[8]

 Nhật Bản
- Lực lượng Phòng vệ Trên không Nhật Bản - Đặt hàng 2 chiếc[9]

## Tính năng kỹ chiến thuật
Dữ liệu lấy từ USAF KC-46A, Boeing KC-767, Boeing 767-200ER
Đặc điểm tổng quát
- Tổ lái: 3
- Sức chuyên chở: 114 người, 18 pallet 463L, hoặc 58 bệnh nhân
- Tải trọng: 65.000 lb (29.500 kg)
- Chiều dài: 165 ft 6 in (50,5 m)
- Sải cánh: 157 ft 8 in (48,1 m)
- Chiều cao: 52 ft 1 in (15,9 m)
- Trọng lượng rỗng: 181.610 lb (82.377 kg)
- Trọng lượng cất cánh tối đa: 415.000 lb (188.240 kg)
- Động cơ: 2 × Pratt & Whitney PW4062 kiểu turbofan, 63.300 lbf[11] (282 kN) mỗi chiếc
- Sức chứa nhiên liệu: 212.299 lb (96.297 kg) 
Tải trọng nhiên liệu tiếp tối đa: 207.672 lb (94.198 kg)

 Hiệu suất bay 
- Vận tốc cực đại: Mach 0.86 (570 mph, 915 km/h)
- Vận tốc hành trình: Mach 0.80 (530 mph, 851 km/h)
- Tầm bay: 6.385 nmi (12.200 km) ; global with in flight refueling[11]
- Trần bay: 40.100 ft (12.200 m)